# Guy Pearce
Guy Pearce (Ely, Cambridgeshire, 5 d'octubre de 1967) és un actor australià nascut a Anglaterra, conegut pels seus papers a la sèrie Veïns i a les pel·lícules The Adventures of Priscilla, Queen of the Desert, L.A. Confidential i Memento.

## Biografia
Guy Pearce és fill d'Anne Cocking, professora d'escola, i Stuart Pearce, pilot de les forces aèries neozelandès. A l'edat de tres anys, Guy i els seus pares i germana van anar a viure a Geelong (Austràlia), on la seva mare tenia una granja de cérvols; sis anys més tard, el seu pare va morir en un accident d'avió. Va estudiar a The Geelong College, i dels 16 als 22 anys va competir com a culturista amateur, aconseguint el títol de Mr. Natural.
Va participar en diverses produccions teatrals, com The King and I, Alice in Wonderland i The Wizard of Oz, i va fer el pas a la televisió quan el 1985 va ser triat per fer de Mike Young a la sèrie Veïns, paper que va interpretar durant diversos anys. A finals de la dècada de 1980, mentre hi treballava, va mudar-se a Blackburn North, un suburbi de Melbourne. Posteriorment va treballar en cinema i també en altres sèries de televisió, com Home and Away.
Però no va ser fins al 1994, amb el seu paper de drag queen a The Adventures of Priscilla, Queen of the Desert, que no va fer un salt qualitatiu; a partir d'aquí van arribar produccions com L.A. Confidential, Ravenous, Normes d'intervenció, Memento, The Count of Monte Cristo i The Time Machine.
El març de 1997 va casar-se amb la psicòloga Kate Mestitz, amb qui viu a Melbourne.
El 2002 Pearce va reprendre la seva carrera als escenaris teatrals, que combina amb les seves aparicions a la pantalla gran. En el camp de la música, ha participat els videoclips d'"Across the Night", de Silverchair, i de "Before I Fall to Pieces", de Razorlight, i ha gravat la banda sonora de la pel·lícula A Slipping-Down Life (1999). L'actor és un gran amant de la música i, a banda de cantar, també toca la guitarra, el saxo i el piano; algunes de les cançons que ha escrit van ser incloses a la pel·lícula Hunting.
D'entre les seves darreres pel·lícules, destaquen els seus papers a En terra hostil, La carretera i El discurs del rei.
Pearce és seguidor dels Geelong Football Club, a l'Australian Football League.

## Filmografia
| Any       | Títol                                                                         | Personatge                 | Notes                                                                        |
| --------- | ----------------------------------------------------------------------------- | -------------------------- | ---------------------------------------------------------------------------- |
| 1986–1989 | Veïns (Neighbours)                                                            | Mike Young                 | Sèrie de televisió                                                           |
| 1990      | Friday on My Mind                                                             |                            |                                                                              |
| 1990      | Heaven Tonight                                                                | Paul Dysart                |                                                                              |
| 1991      | Hunting                                                                       | Sharp                      |                                                                              |
| 1991–1992 | Home and Away                                                                 | David Croft                | Sèrie de televisió                                                           |
| 1994–1996 | Snowy River: The McGregor Saga                                                | Rob McGregor               | Sèrie de televisió                                                           |
| 1994      | Les aventures de Priscilla (The Adventures of Priscilla, Queen of the Desert) | Adam/Felicia               |                                                                              |
| 1996      | Dating the Enemy                                                              | Brett                      |                                                                              |
| 1997      | The Devil Game                                                                | Michael                    | Telefilm                                                                     |
| 1997      | Halifax f.p: Deja Vu                                                          | Daniel Viney/Richard Viney | Telefilm                                                                     |
| 1997      | Flynn                                                                         | Errol Flynn                |                                                                              |
| 1997      | L.A. Confidential                                                             | Ed Exley                   |                                                                              |
| 1998      | Woundings                                                                     | Jimmy Compton              |                                                                              |
| 1999      | A Slipping-Down Life                                                          | Drumstrings Casey          |                                                                              |
| 1999      | Ravenous                                                                      | Capità John Boyd           |                                                                              |
| 2000      | Normes d'intervenció (Rules of Engagement)                                    | Maj. Mark Biggs            |                                                                              |
| 2000      | Memento                                                                       | Leonard Shelby             |                                                                              |
| 2002      | The Count of Monte Cristo                                                     | Fernand Mondego            |                                                                              |
| 2002      | La màquina del temps (The Time Machine)                                       | Alexander Hartdegen        |                                                                              |
| 2002      | The Hard Word                                                                 | Dale                       |                                                                              |
| 2002      | Till Human Voices Wake Us                                                     | Dr. Sam Franks             |                                                                              |
| 2004      | Two Brothers                                                                  | Aidan McRory               |                                                                              |
| 2005      | The Proposition                                                               | Charlie Burns              |                                                                              |
| 2006      | First Snow                                                                    | Jimmy Starks               |                                                                              |
| 2006      | Factory Girl                                                                  | Andy Warhol                |                                                                              |
| 2007      | Death Defying Acts                                                            | Harry Houdini              |                                                                              |
| 2008      | Winged Creatures                                                              | Dr. Bruce Laraby           |                                                                              |
| 2008      | Traitor                                                                       | Roy Clayton                |                                                                              |
| 2008      | En terra hostil (The Hurt Locker)                                             | Sergent Matt Thompson      |                                                                              |
| 2008      | Bedtime Stories                                                               | Kendall                    |                                                                              |
| 2009      | I Am You                                                                      | Mr. Barber                 |                                                                              |
| 2009      | La carretera (The Road)                                                       | El veterà                  |                                                                              |
| 2010      | Animal Kingdom                                                                | Leckie                     |                                                                              |
| 2010      | El discurs del rei (The King's Speech)                                        | Rei Eduard VIII            |                                                                              |
| 2011      | Don't Be Afraid of the Dark                                                   | Alex Hirst                 |                                                                              |
| 2011      | Mildred Pierce                                                                | Monty Beragon              | Minisèrie Primetime Emmy al millor actor secundari en pel·lícula o minisèrie |
| 2011      | Don't Be Afraid of the Dark                                                   | Alex Hirst                 |                                                                              |
| 2011      | 33 Postcards                                                                  | Dean Randall               |                                                                              |
| 2011      | Seeking Justice                                                               | Simon                      |                                                                              |
| 2012      | The Wettest County in the World                                               | Diputat Charley Rakes      |                                                                              |
| 2012      | Thicker                                                                       | Ronny                      |                                                                              |
| 2012      | Lockout                                                                       |                            |                                                                              |
| 2012      | Prometheus                                                                    | Peter Weyland              |                                                                              |
| 2021      | Mare of Easttown                                                              | Richard Ryan               | Minisèrie TV                                                                 |